# Palauische Fußballauswahl
Die Fußballauswahl von Palau ist das Auswahlteam des pazifischen Inselstaates Palau.
Palau ist weder Mitglied des Weltfußballverbandes FIFA noch des Regionalverbandes OFC. Daher kann die Nationalmannschaft sich auch nicht für Fußball-Weltmeisterschaften oder die Ozeanienmeisterschaft qualifizieren. Die Mannschaft ist Letzter der World Elo Rangliste.

## Alle Länderspiele Palaus
Bisher ist die Mannschaft, bis auf eine Ausnahme, nur bei regionalen Turnieren wie den Mikronesienspielen gegen andere Länder bzw. Gebiete angetreten.
| Datum          | Gegner             | Ergebnis | Spielort    | Turnier                          |
| -------------- | ------------------ | -------- | ----------- | -------------------------------- |
| 28. März 1987  | Vanuatu            | 2:6      | Vanuatu     | OFC Champions Cup 1987 als Koror |
| Juli 1998      | Pohnpei            | 7:1      | Palau       | Mikronesienspiele 1998           |
| Juli 1998      | Yap                | 7:1      | Palau       | Mikronesienspiele 1998           |
| 1. August 1998 | Guam               | 2:15     | Palau       | Mikronesienspiele 1998           |
| 2. August 1998 | Nördliche Marianen | 2:11     | Palau       | Mikronesienspiele 1998           |
| 25. Juli 2014  | Pohnpei            | 1:3      | Mikronesien | Mikronesienspiele 2014           |
| 26. Juli 2014  | Chuuk              | 5:0      | Mikronesien | Mikronesienspiele 2014           |
| 28. Juli 2014  | Yap                | 2:2      | Mikronesien | Mikronesienspiele 2014           |
| 29. Juli 2014  | Pohnpei            | 1:3      | Mikronesien | Mikronesienspiele 2014, Finale   |
| 23. Juli 2018  | Pohnpei            | 1:2      | Mikronesien | Mikronesienspiele 2018           |
| 24. Juli 2018  | Chuuk              | 0:1      | Mikronesien | Mikronesienspiele 2018           |
| 25. Juli 2018  | Yap                | 1:2      | Mikronesien | Mikronesienspiele 2018           |
| 26. Juli 2018  | Chuuk              | 2:0      | Mikronesien | Mikronesienspiele 2018           |

## Teilnahmen an Fußball-Weltmeisterschaften
- 1930 bis 2022 – nicht teilgenommen

## Teilnahmen am OFC Nations Cup
- 1973 bis 2020 – nicht teilgenommen